# Библиография работ об И. А. Ильине

## 1900-е

### 1909
Г. Зиммель. Социальная дифференциация. Социологические и психологические исследования. Авторизованный перевод с немецкого Н. Вокач и И. Ильина, под ред. и с предисл. Б. А. Кистяковского, М., 1909. Изд. Сабашниковых, 223 стр. Цена 1 руб. // Русское богатство. — СПб., 1909. — № 12. — С. 113—115.

## 1910-е

### 1912
- Яковенко Б. Обзор журналов в журнале «Логос» // Логос. — М., 1912—1913. — Тетрадь 1/2. — С. 405.

### 1916
- Успенский Л. Общее учение о праве и государстве. (Основы законоведения. Общедоступные очерки И. А. Ильина, В. М. Устинова, И. Б. Новицкого и М. Н. Гернета.) — М., 1915. // Юридический вестник. Издание Московского юридического общества. — М., 1916. — Кн. 14 (2). — С. 175—176.

### 1917
- Речь Ильина. Второе Московское совещание общественных деятелей // Утро России. — М., 1917. — 13 окт. — № 246. — С. 5.

### 1918
- Арест пр.-доц. И. А. Ильина // Заря России. — М., 1918. — 17/4 апр. — № 1. — С. 3.
- К аресту прив.-доцента Ильина // Свобода России. — М., 1918. — 19/6 апр. — № 7. — С. 4.
- Освобождение из-под ареста прив.-доц. И. А. Ильина // Свобода России. — М., 1918. — 26/13 апр. — № 13. — С. 4.
- К делу прив.-доц. Ильина, Бари и др // Свобода России. — М., 1918. — 30/17 апр. — № 16. — С. 3.
- Дело В. А. Бари и др // Свобода России. — М., 1918. — 1 мая/18 апр. — № 17. — С. 4.
- Диспут И. А. Ильина // Свобода России. — М., 1918. — 5 июня/23 мая. — № 39. — С. 2. — [Отчёт о защите диссертации]
- Устинов В. Диспут И. А. Ильина // Заря России. — М., 1918. — 5 июня/23 мая. — № 34. — С. 1. — [Отчёт о защите диссертации]
- Самсонов Н. И. А. Ильин. Философия Гегеля как учение о конкретности Бога и человека, т. 1. Учение о Боге. Изд. Г. А. Лемана и С. А. Сахарова. М., 1918. Стр. 300, Ц. 10 р. Библиография. // Свобода России. — М., 1918. — 13 июня/ 31 мая. — № 46. — С. 6.

## 1920-е

### 1922
- Яковенко Б. Очерки русской философии. — Берлин, 1922. — С. 125.
- Чижевский Д. Литература по философии, появившаяся в Советской России в 1917—1920 годах // Новая русская книга. — Берлин, 1922. — Апр. — № 4. — С. 49.
- Разгром интеллигенции. Список арестованных // Последние новости. — Париж, 1922. — 5 сент. — № 730. — С. 1.
- Германия (хроника): Лекция И. А. Ильина о религиозном возрождении // Накануне. — Берлин, 1922. — 17 нояб. — № 188. — С. 5.

### 1923
- Лекция Проф. Ильина // Дни. — Берлин, 1923. — 4 янв. — № 54. — С. 4.
- В Религиозно-философской академии // Дни. — Берлин, 1923. — 7 янв. — № 57. — С. 7.
- Русский Научный Институт в Берлине. О составе профессоров института // Дни. — Берлин, 1923. — 31 янв. — № 77. — С. 2.
- О возрождении философского опыта. Доклад И. А. Ильина // Дни. — Берлин, 1923. — 31 янв. — № 77. — С. 7.
- Изгоев А. С. Со стороны // Руль. — Берлин, 1923. — 3 февр. — № 663. — С. 3.
- Репрессии против Ильина и Мельгунова // Руль. — Берлин, 1923. — 5 авг. — № 815. — С. 3.
- Мельгунов С. Законность // Руль. — Берлин, 1923. — 8 авг. — № 818. — С. 2.
- Гессен И. В. (Sergius). Обзор философской литературы за время революции // Новая русская книга. — Берлин, 1923. — № 3/4. — С. 5.
- Франк С. Л. Письмо к Н. А. Бердяеву // РГАЛИ. — Ф. 1496, Оп. 1, Ед. хр. 857, Л. 90. — [Об И. А. Ильине].

### 1924
- Вишняк М. В. Оправдание равенства // Современные записки. — Париж, 1924. — Кн. XXII. — С. 327—329.
- Флоровский Г. В. Философская литература // В кн.: Русская зарубежная книга. Ч. 1. Библиографический обзор. — Прага, 1924. — С. 18—36.

### 1925
- Гиппиус 3. Н. Православный Струве // Последние новости. — Париж, 1925. — 25 февр. — № 1800. — С. 2.
- В Русском Научном Институте в Берлине // Дни. — Берлин, 1925. — 4 апр. — № 733. — С. 4.
- Варшавский С. О противлении злу // За свободу. — Варшава, 1925. — 2 мая. — № 11. — С. 3.
- Вакар Н. П. (Н.П.В.). «О сопротивлении злу» (на докладе И. А. Ильина) // Последние новости. — Париж, 1925. — 9 июня. — № 1571. — С. 3.
- Доклад профессора Ильина // Русское время. — Париж, 1925. — 10 июня. — № 1. — С. 30.
- Пасманик Д. Чёрно-белое // За свободу. — Варшава, 1925. — 13 июня. — № 153. — С. 2.
- Кольцов М. Омоложённое Евангелие // Правда. — М., 1925. — 19 июня. — № 137. — С. 1.
- Демидов И. Творимая легенда // Последние новости. — Париж, 1925. — 25 июня. — № 1585. — С. 2.
- Струве П. Б. Дневник политика // Возрождение. — Париж, 1925. — 25 июня. — № 24. — С. 2.
- Путь ученичества // Последние новости. — Париж, 1925. — 2 июля. — № 1591. — С. 3.
- Сопротивление злу // Новое время. — Белград, 1925. — 17 июля. — № 1263. — С. 3.
- Сопротивление злу // Новое время. — Белград, 1925. — 18 июля. — № 1264. — С. 2.
- Ардинский В. О книге, которую следует прочитать // Новые русские вести. — Гельсингфорс, 1925. — 1 авг. — № 481.
- Селитренников А. М. (А. Ренников). Религиозный смысл философии // Новое время. — Белград, 1925. — 5 авг. — № 1279. — С. 2.
- Вакар Н. П. По поводу меча // Последние новости. — Париж, 1925. — 9 авг. — № 1623. — С. 2.
- Добронравов Л. Единый путь. Оправдание меча и убийства // Родная земля. — Париж, 1925. — 10 авг. — № 26. — С. 2—3.
- Кускова Е. Религия мести // Последние новости. — Париж, 1925. — 11 авг. — № 1624. — С. 2.
- Пережитки белой идеологии // Последние новости. — Париж, 1925. — 14 авг. — № 1627. — С. 1.
- В. М. Рецензия на кн. И. А. Ильина «О сопротивлении злу силою» // Русь. — София, 1925. — 14 авг. — № 709.
- [Рецензия] // Высший Монархический Совет : Еженедельник. — Берлин, 1925. — 16 авг. — № 140.
- Даватц В. Х. Искания духа // Русь. — София, 1925.— 16 авг. — № 711.
- «Возрождению» // Родная земля. — Париж, 1925. — 17 авг. — № 27. — С. 4.
- Карташов А. Отзывы о книгах. И. А. Ильин «О сопротивлении злу силой» // Звено. — Париж, 1925. — 12 окт. — № 141. — С. 4.
- Охота за мужиком // Дни. — Берлин, 1925. — 30 окт. — № 840. — С. 3.
- Митрополит Антоний. О книге И. Ильина. О сопротивлении злу силой // Новое время. — Белград, 1925. — 4 нояб. — № 1356. — С. 2.
- Митрополит Антоний. О книге И. Ильина. О сопротивлении злу силой // Новое время. — Белград, 1925. — 5 нояб. — № 1357. — С. 2.
- Флоровский Г. В. К метафизике суждения // Сборник, посвящённый 35-летию научной деятельности П. Б. Струве. — Прага, 1925. — С. 425—436.
- Чернов В. Мир, меч и мир // Воля России. — Прага, 1925. — № 7—8. — С. 154—175.
- Петропавлов П. Против Л. Толстого // Ревельское слово. — Ревель, 1925.
- Франк С. Л. Сущность и основные направления русской философии // Граале. — 1925. — Тетрадь 8. — С. 384.
- В Берлине. О сопротивлении злу // Руль. — Берлин, 1925. — № 1361. — С. 4.
- Флоровский Г. В. «О типах исторического истолкования» // Сборник в честь Василия Златарского. — София, 1925. — С. 523—541.
- Яковенко Б. 10 лет русской философии // Логос. — Прага, 1925. — С. 195—196.

### 1926
- Предостережение // Последние новости. — Париж, 1926. — 25 февр. — № 1800. — С. 2.
- Военно-полевое богословие // Дни. — Берлин, 1926. — 26 февр. — № 940. — С. 3.
- Печать и жизнь: Праведник // Дни. — Берлин, 1926. — 9 марта. — № 949. — С. 2.
- Ренников А. Правда о монархизме // Возрождение. — Париж, 1926. — 13 апр. — № 315. — С. 2.
- Бердяев Н. Кошмар злого добра (о книге И. Ильина «О сопротивлении злу силою») // Путь. — Париж, 1926. — Июнь—июль. — № 4. — С. 103—116.
- Русская душа // Новое время. — Белград, 1926. — 6 июня. — № 1530. — С. 2—3.
- День Русской Культуры. Германия. Речь Ильина — Гений и Родина // Возрождение. — Париж, 1926. – 15 июня. — № 378. — С. 3.
- Черта непереступимая // Последние новости. — Париж, 1925.— 13 авг. — № 1626. — С. 2—3.
- Рыбинский Н. Литературная хроника (о брошюре И. А. Ильина «Родина и мы») // Новое время. — Белград, 1926. — 14 авг. — № 1586. — С. 3.
- Церковник. Чекист во имя Божие // Дни. — Берлин, 1926. — 15 авг. — № 1081. — С. 2.
- Айхенвальд Ю. Злое добро // Сегодня. — Рига, 1926. — 3 сен. — № 196. — С. 2.
- Дневник политика. 82. О брошюре И. А. Ильина и о нём самом // Возрождение. — Париж, 1926. — 23 сент. — № 478. — С. 1.
- Макеев Н. Современные записки. Книга XXIX // Дни. — Берлин, 1926. — 21 окт. — № 1138. — С. 2.
- Чебышев Н. По поводу статьи Ильина «Белая идея» // Возрождение. — Париж, 1926. — 2 нояб. — № 518. — С. 2—3.
- Билимович А. Критикам И. А. Ильина // Возрождение. — Париж, 1926. — 18 нояб. — № 534. — С. 2.
- Интеллигенция и образованный класс (полемика вокруг статьи «Яд предрассудков») // Возрождение. — Париж, 1926.— 22 дек. — № 568. — С. 1.
- Русская интеллигенция и мещанство о статьях Ильина «Яд предрассудков» // Возрождение. — Париж, 1926. — 22 дек. — № 568. — С. 2—3.
- Дневник политика. 108. Мужественная речь русского мыслителя (речь Ильина в Мюнхене) // Возрождение. — Париж, 1926. — 26 дек. — № 572. — С. 1.
- Меч и крест // Современные записки. — Париж, 1926. — Кн. XXVII. — С. 346—368.
- Степун Ф. А. Мысли о России // Современные записки. — Париж, 1926. — № 28. — С. 365—392.
- Об общественно-политических путях «Пути» // Современные записки. — Париж, 1926. — Кн. XXIX. — С. 442—448.
- Зеньковский В. В. По поводу книги И. А. Ильина «О сопротивлении злу силой» // Современные записки. — Париж, 1926. — Т. XXIX. — С. 284—307.

### 1927
- Кульман Н. Русская мысль, кн. 1, 1927 г., Париж. О статье И. А. Ильина «Самобытность или оригинальничанье?» // Возрождение. — Париж, 1927. — 24 февр. — № 632. — С. 3.
- В Праге: Лекция Проф. И. А. Ильина // Последние новости. — Париж, 1927. — 3 мая. — № 700. — С. 3.
- Верещак С. И. А. Ильин у чешских национал-демократов (доклад о социальных и политических источниках мировой революции) // Возрождение. — Париж, 1927. — 25 мая. — № 722. — С. 2.
- День Русской Культуры Русь Новгородская (о статье Ильина «Пути России» в журнале «Перезвоны») // Возрождение. — Париж, 1927. — 7 июня. — № 735. — С. 2.
- Цуриков Н. Два града. Посвящается Галлиполийскому землячеству в Праге // Возрождение. — Париж, 1927. — 9 июня. — № 737. — С. 2—3.
- Русский Колокол, редактор-издатель Проф. И. А. Ильин // Возрождение. — Берлин, 1927. — 18 авг. — № 807. — С. 4.
- «Русский колокол» профессора И. А. Ильина — журнал  волевой идеи // Наш путь. — Тяньцзын, 1927. — 12 нояб. — № 262. — С. 3.
- Шмелёв И. Русский Колокол // Возрождение. — Париж, 1927. — 22 дек. — № 933. — С. 3.

### 1928
- Христиане на службе // Возрождение. — Париж, 1928. — 18 янв. — № 960. — С. 2—3.
- Завадский В. В. (В. Корсак). Русский Колокол (обзор 2-х номеров) // Новое время. — Белград, 1928. — 17 февр. — № 2038. — С. 2.
- Вас. Л. Русский Колокол // Возрождение. — Париж, 1928. — 18 июня. — № 1012. — С. 2.
- Аэль. Съезд собственников. Письмо из Германии // Возрождение. — Париж, 1928. — 27 авг. — № 1182. — С. 4. — [О лекции И. А. Ильина 12 августа в Германии на тему: «Отчуждение собственности в России и его мировое значение»]
- Аэль. Русское выступление. Письмо из Германии // Возрождение. — Париж, 1928. — 5 нояб. — № 1252. — С. 2. — [О речи И. А. Ильина 30 октября в Берлине на тему: «Отчуждение собственности в России и его мировое значение»]

### 1929
- В. Л. Русский Колокол № 7 // Возрождение. — Париж, 1929. — 22 марта. — № 1389. — С. 5.
- Алексеев А. Лекции проф. И. А. Ильина. Письмо из Берлина // Возрождение. — Париж, 1929. — 26 мар. — № 1393. — С. 5.
- Бонч-Бруевич В. Д. Как работал Ленин // Огонёк. — М., 1929. — № 3. — С. 3.
- Ладыженский В. Борьба (о лекторской деятельности проф. И. А. Ильина) // Слово. — Рига, 1929. — № 10.

## 1930-е

### 1930
- Яковенко Б. 30 лет русской философии (1900—1929) // Русская мысль. — Прага, 1930. — 3 тетрадь. — С. 325—349.
- Тимашев Н. С. Проф. И. Ильин. «Коммунизм или частная собственность?» // Возрождение. — Париж, 1930. — 6 марта. — № 1738. — С. 4.
- Кнорринг Н. Из жизни московского студенчества в начале XX-го века // В юбилейном сборнике «Московский университет 1755—1930 гг.». — Париж, 1930. — С. 450.
- Берлин. Русский Научный Институт: Лекция на немецком языке. Пятница, 16 мая. И. А. Ильин: Понятия монархии и республики в свете научного анализа. Лекция 4 // Возрождение. — Париж, 1930. — 10 мая. — № 1803. — С. 5.
- Берлин. Русский Научный Институт: лекция на немецком языке, четверг, 15 мая. И. А. Ильин: Коммунизм как государство чиновников // Возрождение. — Париж, 1930. — 10 мая. — № 1803. — С. 5.
- Хроника. Берлин. Русский Научный Институт: лекция на немецком языке. Вторник, 20 мая. (Берлинский Университет, гл. здание, ауд. 29/ И. А. Ильин: Судьба русского крестьянина, лекция № 1; Лекция на русском языке. Пятница, 23 мая И. А. Ильин: Понятие монархии и республики в свете научного анализа. Лекция 5 // Возрождение. — Париж, 1930. — 19 мая. — № 1812. — С. 3.
- Л. Любимов. Русский Научный Институт в Берлине // Возрождение. — Париж, 1930. — 3 нояб. — № 1980. — С. 2.

### 1931
- Пильский П. М. (Стогов Ф.). Мировые причины русской революции. Первая лекция проф. И.А. Ильина // Сегодня вечером. — Рига, 1931. — № 49. — С. 5.
- Пильский П. М. (Вельский Р.). Русский национальный характер и его исторические корни. 2-я лекция проф. И. А. Ильина // Сегодня. — Рига, 1931. — № 65. — С. 8.
- Проф. И. А. Ильин: об антисемитизме // Руль. — Берлин, 1931. — № 3125. — С. 4.
- Лекции проф. И. А. Ильина // Сегодня. — Рига, 1931. — 25 февр. — № 56. — С. 8.
- Лекции проф. Ильина И. А. 2, 4, 5 и 9 марта // Сегодня. — Рига, 1931. — 28 февр. — № 59. — С. 8.
- Кейхель Р. Мыслители воли. К лекциям проф. Ильина в Риге // Сегодня. — Рига, 1931. — 2 мар. — № 61. — С. 4.
- Оречкин Б. Проф. И. А. Ильин о черносотенстве и антисемитизме, о социалистах и сильной власти, о большевиках и отношении будущей России к балтийским государствам // Сегодня вечером. — Рига, 1931. — 2 мар. — № 48. — С. 2.
- Приехал проф. И. А. Ильин // Сегодня. — Рига, 1931. — 2 мар. — № 61. — С. 4.
- Лекция проф. И. А. Ильина в Русском Юридическом обществе // Сегодня. — Рига, 1931. — 3 мар. — № 62. — С. 6.
- Сегодня в Риге: Сегодня — третья лекция проф. И. А. Ильина // Сегодня. — Рига, 1931. — 5 мар. — № 64. — С. 6.
- 3аданский А. Третья лекция проф. Ильина // Сегодня вечером. — Рига, 1931. — 6 мар. — № 52. — С. 3.
- Кобылянский И. О кризисе современного правосознания (доклад проф. И. А. Ильина в русском юридическом обществе) // Сегодня вечером. — Рига, 1931. — 9 мар. — № 54. — С. 3.
- Сегодня в Риге: Сегодня — последняя лекция проф. И. А. Ильина // Сегодня вечером. — Рига, 1931. — 9 мар. — № 54. — С. 2.
- Пильский П. М. (Стогов Ф.). О сопротивлении злу силою. 4-я лекция проф. И. А. Ильина // Сегодня. — Рига, 1931. — 11 мар. — № 70. — С. 8.
- Приезд проф. Ильина // Возрождение. — Париж, 1931. — 16 апр. — № 2144. — С. 4.
- На докладе И. А. Ильина // Возрождение. — Париж, 1931. — 19 апр. — № 2147. — С. 1.
- Лекции и собрания. 20 ч. 45 мин. Публичный доклад проф. И. А. Ильина: Русский национальный характер и его исторические корни. Зал Сосьете Сован, 8, рю Дантон // Возрождение. — Париж, 1931. — 27 апр. — № 2155. — С. 4.
- Любимов Б. Н. Проф. И. А. Ильин о русском национальном характере // Возрождение. — Париж, 1931. — 29 апр. — № 2157. — С. 2.
- Лекция проф. И. А. Ильина // Возрождение. — Париж, 1931. — 30 апр. — № 2158. — С. 1.
- Любимов Б. Н. Проф. И. А. Ильин о монархическом и республиканском правосознании // Возрождение. — Париж, 1931. – 1 мая. — № 2159. — С. 2.
- Лукаш И. Яд большевизма (доклад И. А. Ильина) // Возрождение. — Париж, 1931. — 5 мая. — № 2163. — С. 2.
- Тимашев Н. С. Монархия и республика (мысли по поводу публичного чтения проф. И. А Ильина) // Возрождение. — Париж, 1931. — 7 мая. — № 2165. — С. 2.
- Чебышев Н. Торжественное собрание памяти Врангеля. Заседание Обще-Воинского Союза. Речь И. А. Ильина // Возрождение. — Париж, 1931. — 9 мая. — № 2167. — С. 5.
- Любимов Л. Президентские выборы // Возрождение. — Париж, 1931. — 13 мая. — № 2171. — С. 1.
- В Германии. Берлин. Русский Научный Институт: И. А. Ильин: Современная русская литература, лекция // Возрождение. — Париж, 1931. — 21  мая. — № 2179. — С. 5.
- Берлин. Хроника: Лекция И. А. Ильина // Последние новости. — Париж, 1931. — 24 мая. — № 3714. — С. 5.
- Любимов Л. (Л. Л.). Боевое собрание монархистов // Возрождение. — Париж, 1931. — 23 июня. — № 2212. — С. 4.
- Неделя русского студента в Берлине // Последние новости. — Париж, 1931. — 3 нояб. — № 3877. — С. 2.
- Сообщение о лекции И. А. Ильина в Русском Научном Институте — Философия Гегеля как учение о конкретности Бога и человека, 2 серия лекций «Путь Божий». Лекция 2 — «Божественная логика» // Возрождение. — Париж, 1931. — 6 нояб. — № 2348. — С. 4.

### 1932
- Бруцкус Б. Ivan Iljin. Welt vor dem Abgrund // Современные записки. — Париж, 1932. — № 48. — С. 501—502.
- Савицкий П. Н. (Востоков П.). Русская философия в послереволюционный период // ЦГАОР. ф. 5783, оп. 1, ед. хр. 213, л. 51—52. — [на фр. языке: Monde Slave, ноябрь—декабрь 1932 года]

### 1933
- Баммель И. Ильин Иван Александрович / БСЭ. — 1-е изд. — М., 1933. — Т. 27. — С. 778.
- «Татьянин День» в Берлине // Последние новости. — Париж, 1933 — 1 февр. — № 3237. — С. 2.
- Философов Д. Усталые и изнемогающие // Молва. — Варшава, 1933. — 12 мая. — № 108/331. — С. 2.
- С. Г. День Русской Культуры. В Берлине // Возрождение. — Париж, 1933 — 22 июня. — № 2942. — С. 2.
- Арест проф. Ильина // Последние новости. — Париж, 1933 — 9 сент. — № 4553. — С. 1.

### 1934
- Деспотули В. Берлинские отклики (Открытие Русского Научного института. —  Русские студенты на заработках. — Татьянин День.) // Молва. — Варшава, 1934. — 18 янв. — № 14 (534). — С. 2.
- Соборянин. Лжеучители. (Документы и мысли о высылке учёных из Советской России в 1922 г.). — Берлин, 1934. — 16 с.
- Пильский П. М. Проф. И. А. Ильин о творчестве Бунина // Сегодня. — Рига, 1934. — № 127.
- Пильский П. М. (Петроний). Вторая лекция И. А. Ильина // Сегодня. — Рига, 1934. — № 130.
- С. Щ. Проф. И. А. Ильин. Аксиомы религиозного опыта // Вестник РСХД. — Paris, 1934. — № 32. — С. 23—25.
- Пильский П. М. (Трубников П.). Основы духовного характера. Лекция И. А. Ильина // Сегодня вечером. — Рига, 1934. — № 116.
- Библиография. И. А. Ильин — о России,  3 речи // Возрождение. — Париж, 1934. — 14 мая. — № 3267. — С. 2.
- Сообщение о 4-х лекциях проф. Ильина И. А. в Риге // Возрождение. — Париж, 1934. — 23 мая. — № 3276. — С. 2.
- Эльмар Л. День Русской Культуры в Берлине // Возрождение. — Париж, 1934. — 14 июня. — № 3298. — С. 2.
- Проф. И. А. Ильин в Белграде. Доклад о русском национальном характере // Возрождение. — Париж, 1934. — 18 окт. — № 3424. — С. 4.
- Кн. Волконский А. М. О пути православия (ответ Проф. И. А. Ильину) // Возрождение. — Париж, 1934. — 30 окт. — № 3436. — С. 2.
- Юров О. Собрание памяти короля Александра. Письмо из Белграда (о роли Ильина) // Возрождение. — Париж, 1934. — 3 нояб. — № 3440. — С. 2.
- Иеромонах Иоанн. О пути православия. К статье Александра Волконского // Возрождение. — Париж, 1934. — 13 нояб. — № 3450. — С. 2.
- Поль В. Концерт Н. К. Метнера // Возрождение. — Париж, 1934. — 23 дек. — № 3490. — С. 2.

### 1935
- Пильский П. М. (Трубников П.). Кризис безбожия. Лекция проф. И. А. Ильина // Сегодня. — Рига, 1935. — № 282.
- Пильский П. М. (Трубников П.). Совесть и проблемы компромисса. Лекция проф. И. А. Ильина // Сегодня. — Рига, 1935. — № 289.
- Пильский П. М. (Трубников П.). Священный смысл искусства. Лекция проф. И. А. Ильина // Сегодня. — Рига, 1935. — № 294.
- Пильский П. М. (Трубников П.). Цель оправдывает ли средства? Лекция проф. И. А. Ильина // Сегодня. — Рига, 1935. — № 299.
- Пильский П. М. (Трубников П.). Что есть истинное искусство? Лекция проф. И. А. Ильина // Сегодня. — Рига, 1935. — № 316.
- Лекции проф. Ильина // Голос народа. — Рига, 1935. — № 73.
- Иванов В. Ф. Православный мир и масонства. — Харбин, 1935. — С. 94—96.

### 1936
- Прокопович С. О богоустановленности Советской власти // Возрождение. — Париж, 1936. — 22 авг. — № 4040. — С. 9.

### 1937
- Шапошников В., протоиерей. Совесть. Сообщение о новом труде проф. И. А. Ильина // Новая Заря. — Сан-Франциско, 1937. — 10 апр. — № 2095. — С. 7.
- Тхоржевский И. Божий воин о книге И. А. Ильина: «Путь духовного обновления» — Белград, 1937 г. // Возрождение. — Париж, 1937. — 22 мая. — № 4079. — С. 3.
- Шмелёв И. Книга о вечном. Основы художественного творчества И. А. Ильина // Возрождение. — Париж, 1937. — 23 июля. — № 4088. — С. 3, 6.
- Пильский П. М. (Трубников П.). И. А. Ильин об искусстве, Л. Толстом, Достоевском, Шмелеве, Бунине, Алданове. «Основы художества» // Сегодня. — Рига, 1937. — № 293. — С. 3.
- Пильский П. М. (Стогов Ф.). Проф. И. А. Ильин о Пушкине // Сегодня вечером. — Рига, 1937. — № 33.
- Пильский П. М. (Трубников П.). Кризис социализма. Лекция проф. И. А. Ильина // Сегодня вечером. — Рига, 1937. — № 50.
- Перов А. Лекция Проф. И. А. Ильина о Пушкине — для молодёжи // Сегодня вечером. — Рига, 1937. — № 43.

### 1938
- Митрополит Елевферий. Соборность церкви. Божие и кесарево (по поводу статьи И. А. Ильина «О богоустановленности советской власти»). — Париж, 1938. — С. 278—349.

### 1939
- Ландау Гр. Книга утешений — книга Ильина «Ich schaue ins Leben» — «Я вглядываюсь в жизнь» // Сегодня. — Рига, 1939. — № 66.
- Чижевский Д. Гегель в России. — Париж, 1939. — С. 328, 340, 355.
- Яковенко Б. История русской философии. — Прага, 1939. — [на чешском языке]

## 1940-е

### 1947
- Шмелёв И. Рецензия некоторых сборников «День Русского Ребёнка» // Православная Русь. — Женева, 1947. — № 20. — С. 7.

## 1950-е

### 1950
- Зеньковский В. В. История русской философии. — Париж, 1950. — Т. 2. — С. 365—369.

### 1954
- Вишняк М. В. Дань прошлому. — Нью-Йорк, 1954. — С. 21—37, 171—172.

## Посмертно

### 1955
- Проф. И. А. Ильин (памяти ушедшего друга) // День Русского Ребенка. — Сан-Франциско, 1955. — Вып. XXII. — С. 51—55.
- Ильин В. Н. Иван Александрович Ильин // Вестник РСХД. — Париж, 1955. — № 36. — С. 32—35.
- Андреев И. М. День Русского Ребёнка, Т. 22, апрель 1955, статья-рецензия // Православная Русь. — Нью-Йорк, 1955. — № 17. — С. 9.
- Андреев И. М. День Русского Ребёнка, Т. 22, апрель 1955, статья-рецензия // Православная Русь. — Нью-Йорк, 1955. — № 18. — С. 9.
- Андреев И. М. День Русского Ребёнка, Т. 22, апрель 1955, статья-рецензия // Православная Русь. — Нью-Йорк, 1955. — № 19. — С. 7.
- Андреев И. М. Светлой памяти Н. В. Борзова // Православная Русь. — Нью-Йорк, 1955. — № 23. — [Подробный некролог с упоминанием И. А. Ильина]
- Анненков П. Кончина проф. И. А. Ильина // Родные перезвоны. — Брюссель, 1955. — Янв. — № 29.
- Г. Иван Александрович Ильин // Вестник 11-го отдела Русского Обще-Воинского Союза. — Гамбург, 1955. — Янв. — № 19.
- Архимандрит Константин. Памяти Ивана Александровича Ильина // Православная Русь. — Нью-Йорк, 1955. — 1/14 янв. — № 1/570.
- Сообщение о смерти И. А. Ильина // Бюллетень Русского общества помощи беженцам в Великобритании. — Лондон, 1955. — 6 янв. — № 49/254.
- Сперанский В. Памяти русского философа // Русская мысль. — Париж, 1955. — 14 янв. — № 728.
- Редлих Р. Памяти И. А. Ильина // Посев. — 1955. — 16 янв. — № 3 (454).
- Проф. И. А. Ильин (памяти ушедшего друга) // Крестовый поход во имя правды. — Лос-Анджелес, 1955. — 27 янв. — № 21.
- Профессор Иван Александрович Ильин // Вера и верность. — Сан-Пауло, 1955. — Февр. — № 2.
- Рябушинский В. Памяти проф. И. А. Ильина. К его кончине // Русская мысль. — Париж, 1955. — 2 февр. — № 733.
- фон Лампе А. А. Иван Александрович Ильин // Часовой. — Брюссель, 1955. — Апр. — № 352.
- Собрание, посвящённое памяти проф. И. А. Ильина // Новое русское слово. — Нью-Йорк, 1955. — 19 апр. — № 15997. — С. 3.
- Горянинов И. В защиту памяти проф. И. А. Ильина // Россия. — Нью-Йорк, 1955. — 29 апр. — № 5599.
- Полянов Н. Памяти И. А. Ильина. К полугодовщине смерти // Русское Воскресение. — Париж, 1955. — 15 июня. — № 1.
- Труды профессора И. А. Ильина // Известия Высшего Монархического Совета. — 1955. — Июль. — № 13.
- Струве Г. П. Б. Струве и «Возрождение» (письмо в редакцию) // Новое русское слово. — Нью-Йорк, 1955. — 3 июля. — № 15772. — С. 5.
- Рыбинский Н. Духовный меч (памяти И. А. Ильина) // Новое русское слово. — Нью-Йорк, 1955.
- Тарасова Н. Колокол зовёт // Посев. — Франкфурт-на-Майне, 1955. — № 7.
- Горький М. Письма Горького / Собр. соч. в 30 томах. — М., 1955. — Т. 30. — С. 41.
- Ковалевский П. Е. Русские учёные за рубежом // Возрождение. — Париж, 1955. — Тетрадь 44. — С. 5.
- Мейер Г. Возрождение и белая идея. Статья к 30-летнему юбилею существования газеты // Возрождение. — Париж, 1955. — Т. 42.

### 1956
- Варшавский В. С. Незамеченное поколение. II. — Нью-Йорк, 1956. — С. 122, 131, 140.
- Франк С. Л. Биография П. Б. Струве.. — Нью-Йорк, 1956. — С. 86, 87, 131, 143.
- Зиле Р. М. Сообщение, посвящённое памяти профессора И. А. Ильина, сделанное 1 мая 1955 года на собрании членов Русского Обще-Воинского Союза в г. Касабланка, Романом Мартыновичем Зиле // Наши задачи. — Париж, 1956. — Т. 2. — С. 648—667.
- фон Лампе А. А. Иван Александрович Ильин // Наши задачи. — Париж, 1956. — Т. 11. — С. 615—618.

### 1957
- Кн. Оболенский С. Проф. И. А. Ильин. «Наши задачи» // Возрождение. — Париж, 1957. — № 68. — С. 133—138.

### 1958
- Алексеев Н. Н. В бурные годы // Новый журнал. — Нью-Йорк, 1958. — № 54. — С. 161—163.

### 1960
- Полторацкий Н. П. Русская религиозная философия // Мосты. — Мюнхен, 1960. — № 4. — С. 172—180.

### 1961
- Чижевский Д. Гегель у славян. — 2-е изд. — Арнштадт, 1961. — С. 145.

### 1962
- Поляков А. Иван Александрович Ильин // Философская энциклопедия. — М., 1962. — Т. 2. — С. 252.

### 1963
- Горький М. Письма Горького // Литературное наследство. — М., 1963. — Т. 40. — С. 346.
- Леман-Абрикосов Г. А. Воспоминания. — РГБ, Ф. 298, К. 1272, Ед. хр. 5, Л. 2—8.

### 1968
- Лосский Н. О. Воспоминания. Жизнь и философский путь. — Мюнхен, 1968. — С. 285.

### 1970
- Челидзе М. Неогегельянство в России, Иван Ильин // Буржуазная философия XX-го столетия : сб. — Тбилиси, 1970. — С. 308. — на грузинском языке
- Метревели К. А. К критике интуитивистского понимания истории Гегеля / Кандидатская диссертация. — Тбилиси, 1970.

### 1971
- Малинин В. А. Рационализм и иррационализм в русском неокантианстве и неогегельянстве // История философии в СССР. — М., 1971. — Т. 4. — С. 92—93.

### 1972
- Полторацкий Н. П. Русские зарубежные писатели в литературно-философской критике И. А. Ильина // Русская литература в эмиграции : Сборник. — Питтсбург, 1972. — С. 271—287.
- Попов Ю. Н. Ильин Иван Александрович // БСЭ. — М., 1972. — Т. 10. — С. 135.

### 1973
- Герцык Е. Воспоминания. — Париж, 1973. — С. 153—156.
- Зернов Н. Русские писатели в эмиграции. Биографические сведения и библиография их книг по богословию, религиозной философии, церковной истории и православной культуре 1921—1972. — Бостон, 1973. — С. 58—59, 159, 167.
- Редлих Р. О сопротивлении злу силою по монографии И. А. Ильина // Посев. — Франкфурт-на-Майне, 1973. — № 7. — С. 31.

### 1974
- Зернов Н. Русское религиозное возрождение XX века. — Париж, 1974. — С. 263, 350—351.

### 1975
- Полторацкий Н. П. И. А. Ильин и полемика вокруг его идеи о сопротивлении злу силой / Ильин И. А. О сопротивлении злу силою. — 2-е изд. — Лондон (Канада), 1975. — С. 223—279.
- Полторацкий Н. П. И. А. Ильин // Русская религиозно-философская мысль XX века : Сборник. — Питтсбург, 1975. — С. 240—250.

### 1978
- Гуль Р. Я унес Россию. // Новый журнал — Ныо -Йорк, 1978. — № 131. — С. 15 — 16.

### 1979
- Гессен И. В. Годы изгнания. II. — Париж, 1979. — С. 242.
- Полторацкий Н. П. Монархия и республика в восприятии И. А. Ильина. — Нью-Йорк, 1979.
- Offermans, Wolfgang. Mensch, werde wesentlich! Das Lebenswerk des russischen religiösen Denkers Ivan Iljin für Erneuerung der geistigen Grundlagen der Menschheit. — Erlangen, 1979.

### 1983
- Квартиров А. Из воспоминаний об И. А. Ильине // Русское возрождение. — Нью-Йорк — Москва — Париж, 1983. — № 23. — С. 134—139.
- Полторацкий Н. П. Записи И. А. Ильина о русской революции и большевизме // Русское возрождение. — Нью-Йорк — Москва — Париж, 1983. — № 23 (III). — С. 119—126.
- Климов Е. Воспоминания о профессоре И. А. Ильине // Русское возрождение. — Нью-Йорк — Москва — Париж, 1983. — № 23 (III). — С. 127—133.

### 1984
- Редлих Р. О сопротивлении злу силою по И. А. Ильину // Солидарность и свобода. — Франкфурт-на-Майне: Посев, 1984. — С. 128—159.
- Полторацкий Н. П. К 30-летию со дня смерти И. А. Ильина // Русское возрождение. — Нью-Йорк — Москва — Париж, 1984. — № 27—28. — С. 10—14.

### 1986
- Архиепископ Анастасий Иерусалимский. Письма к И. А. Ильину // Записки русской академической группы в США. — Нью-Йорк, 1986. — Т. XIX. — С. 345—349.

### 1988
- Нестеров М. В. Письма. — Л., 1988. — С. 275.
- Полторацкий Н. П. Иван Александрович Ильин. К столетию со дня рождения (1883—1983) // Россия и революция : Сб. статей. — Нью-Йорк: Тенафлай, 1988. — С. 241—291.

### 1989
- Любимов Б. Н. Поющее сердце // Театральная жизнь : Журнал. — М., 1989. — № 19. — С. 24—25.
- Полторацкий Н. П. Иван Александрович Ильин. Жизнь, труды, мировоззрение. — Нью-Йорк: Тенафлай, 1989. — 320 с.

### 1990
- Абызов Ю. Русское печатное слово в Латвии, 1917—1944 гг. / Био-библиографический справочник. — Stanford (California), 1990. — Т. 2. — С. 128—130.
- Белый А. Между двух революций. — М., 1990. — С. 270—272, 276, 279, 280, 414, 525.
- Гаврюшин Н. К. Слово об И. А. Ильине // Вестник высшей школы. — М., Июль 1990. — С. 88—89.
- Лисица Ю. Т. Предвыборная платформа Лисицы Ю. Т., внепартийного, независимого кандидата в Моссовет. — М., 1990. — Янв. — [Построена на положениях книги Ильина «Наши задачи»]
- Лисица Ю. Т. Предисловие к публикации статьи И. А. Ильина «Против России» // Литературная Россия. — М., 1990. — 20 апр. — № 16. — С. 15.
- Хоружий С. Философский пароход. Как это было // Литературная газета. — М., 1990. — 9 мая. — № 19. — С. 6.
- Солженицин А. И. Как нам обустроить Россию. Посильные соображения (недоступная ссылка — история) // Комсомольская правда. Спец. выпуск : Брошюра. — М., 1990. — 18 сент.
- Предисловие к публикации // Русский Вестник. — М., 1990. — Дек. — С. 14.
- Паламарчук П. Иван Ильин — критик // Московский вестник. — М., 1990. — № 1. — С. 246—256.
- Хоружий С. Предисловие к публикации И. А. Ильин «Наши задачи». Избранные статьи 1948—1954 гг // Юность : журнал. — М., 1990. — № 8. — С. 60—61.
- Казаков А. Иван Александрович Ильин // Родник : журнал. — Рига, 1990. — № 3. — С. 68—69.
- Калугин В. Предисловие к публикации статей И. А. Ильина «О революции» // Слово. — М., 1990. — № 11. — С. 60.
- Линник Ю. В. Предисловие к публикации «О сопротивлении злу силою» // Север : журнал. — Петрозаводск, 1990. — № 4. — С. 140—143.
- Не знающий прошлого лишён будущего // Вече. — СПб., 1990. — № 2.
- Ильин о путях России // Книжное обозрение : газета. — М., 1990. — № 31.

### 1991
- Полторацкий Н. П. Предисловие // И. А. Ильин, «О грядущей России». — Нью-Йорк, 1991. — С. 7—9.
- Распутин В. Г. Интеллигенция и патриотизм // Литературный Иркутск. — Иркутск, 1991. — Янв. — С. 1, 3.
- Лисица О. В. [Предисловие к публикации статьи И. А. Ильина «Чутьё зла»] // Славянский вестник. — М., 1991. — № 3 (8). — С. 6.
- Белов В. «Из пепла» // Наш современник. — М., 1991. — № 4. — С. 4—9.
- Лисица Ю. Т. Предисловие к публикации брошюры И. Ильина «Кризис безбожия» // Москва : Журнал. — М., 1991. — № 4. — С. 151—152.
- Лисица Ю. Т. (От редакции). [Предисловие к публикации книги И. А. Ильина «О монархии и республике»] // Вопросы философии. — М., 1991. — № 4. — С. 107—108.
- Лисица Ю. Т. И. А. Ильин как правовед и государствовед // Вопросы философии. — М., 1991. — № 5. — С. 146—158.
- Левченко В. Предисловие к публикации // Голос Родины. — М., 1991. — № 5. — С. 12.
- Пивоваров Ю. С. Может ли спасти Россию самодержавная монархия? (О чём думается после прочтения книги И. Ильина «О монархии и республике») // Вопросы философии. — М., 1991. — № 6. — С. 76—84.
- Смирнов И. Н. И. А. Ильин о путях возрождения России // Московский литератор. — М., 1991. — № 7. — С. 6—7.
- Лисица Ю. Т. О частной собственности // Знание — сила. — М., 1991. — № 7. — С. 1—2.
- Тихомиров Ю. А. Государственно-правовые идеи И. А. Ильина // Вопросы философии. — 1991. — № 8.
- Любимов Б. Н. И. А. Ильин [вступительная статья к публикации «О сопротивлении злу»] // Новый мир : Журнал. — М., 1991. — № 10. — С. 205—209.
- Гузнов А. Г. И. А. Ильин — о государстве и демократии // Советское государство и право. — М., 1991. — № 11. — С. 131—134.
- Молодяков В. Э. Свет во тьме // И. А. Ильин, «О тьме и просветлении». — М., 1991. — С. 200—207.
- Люлько А., Сушков Д. Предисловие издательства // И. А. Ильин. «О русском национализме». — Новосибирск, 1991. — С. 3—4.
- Лосский Н. О. И. А. Ильин. // История русской философии = Нью-Йорк, 1951 / Рус. пер.. — М., 1991. — С. 450—452.

### 1992
- Лисица Ю. Т. И. А. Ильин как духовный писатель и национальный мыслитель // Воскресенье. Литературное. — М., 1992. — № 1. — С. 57—61.
- Лисица Ю. Т. «Всё великое и священное идёт изнутри…» // Московский журнал. — М., 1992. — № 2. — С. 2—7.
- Чичерин А. О «последних русских философах» и трудах одного из них // Московский журнал. — М., 1992. — № 2. — С. 30.
- Цыганков Д. Б. Послесловие к работе И. Ильина «О русской идее» // Рубеж : Научный альманах. — Сыктывкар, 1992. — № 2. — С. 30—38.
- Ковалёв В. Послесловие к работе И. Ильина «Сущность государства» // Рубеж : Научный альманах. — Сыктывкар, 1992. — № 2. — С. 47—50.
- Евлампиев И. И. Философские и правовые взгляды И. А. Ильина // Известия высших учебных заведений, Правоведение. — 1992. — № 3. — С. 81—93.
- Евлампиев И. И. «Драма творящего духа»: Бог и человек в философии И. Ильина // Ступени. — СПб., 1992. — № 3 (6).
- Лисица Ю. Т. Предисловие к публикации статьи И. А. Ильина «Философия как духовное делание» // Московский журнал. — М., 1992. — № 4. — С. 33.
- Гаврюшин Н. К. Антитезы «православного меча» // Вопросы философии. — 1992. — № 4. — С. 79—83.
- Цыганков Д. Б. И. А. Ильин: сопротивление силы духу зла большевизма // «Русская философия: преемственность и роль в современном мире». Тезисы докладов и выступлений на Всероссийской научной конференции, ч. 1 : Сборник. — СПб., 1992. — С. 7—8.
- Тимофеев А. И. О трактовке И. А. Ильиным гегелевской философии права как проблемы // «Русская философия: преемственность и роль в современном мире». Тезисы докладов и выступлений на Всероссийской научной конференции, ч. 1 : Сборник. — СПб., 1992. — С. 9—11.
- Степанов А. Д. К определению понятия «русский консерватизм» (в политической мысли XIX—XX веков от славянофилов до И. А. Ильина) // «Русская философия: преемственность и роль в современном мире». Тезисы докладов и выступлений на Всероссийской научной конференции, ч. 1 : Сборник. — СПб., 1992. — С. 37—40.
- Евлампиев И. И. Концепция «философского акта» И. А. Ильина и западно-европейская философия конца XIX — начала XX века // «Русская философия: преемственность и роль в современном мире» (тезисы докладов и выступлений), ч. 1 : Сборник. — СПб., 1992. — С. 48—50.
- Лисица Ю. Т. И. А. Ильин об основах христианской культуры // «Культура и будущее России». Череповецкие чтения : Сборник. — М., 1992. — С. 17—26.
- Назаров М. В. Миссия русской эмиграции // Кавказский край. — Ставрополь, 1992. — С. 494.
- Жемчужникова М. Н. Воспоминания о Московском антропософическом обществе (1917—23 гг.) // Минувшее : Исторический альманах. — М., 1992. — Т. 6. — С. 36—37.
- Левченко В. Духовный наставник русского народа // Иван Ильин. Что сулит миру расчленение России. — М., 1992. — С. 57—62.
- Смирнов И. Н. И. А. Ильин о духовном обновлении России // И. А. Ильин. Наши задачи. — М., 1992. — С. 6—15.
- Троицкий Е. С. Властитель дум патриотической России // Иван Ильин. Родина. Русская философия. Православная культура. — М., 1992. — С. 3—15.
- Сохряков Ю. И. Концепция человека в русской идее и американская мечта // Русская идея и современность : Сборник. — М., 1992.

### 1993
- Назаров М. В. Историография смутного времени. — М., 1993. — С. 254.
- Антипин Н. А. Новый взгляд на замечание И. А. Ильина об отношениях А. Тренделенбурга и Дж. Мак-Тагтарта к диалектике Гегеля // Русская философия: новые решения старых проблем (тезисы докладов и выступлений на 11-м Санкт-Петербургском симпозиуме историков русской философии, ч. 1). — СПб., 1993. — С. 70—73.
- Евлампиев И. И. Концепция «сопротивления злу силою» Ивана Ильина против этики «непротивления Льва Толстого» // Русская философия: новые решения старых проблем (тезисы докладов и выступлений на 11-м Санкт-Петербургском симпозиуме историков русской философии, ч. 2). — СПб., 1993. — С. 53—55.
- Тимофеев А. И. Иван Ильин: мораль и «сопротивление злу силою» // Русская философия: новые решения старых проблем (тезисы докладов и выступлений на 11-м Санкт-Петербургском симпозиуме историков русской философии, ч. 2). — СПб., 1993. — С. 56—57.
- Булгаков С. Н. Трагедия философии (философия и догмат) // С. Н. Булгаков. Сочинения в двух томах. — М.: Наука, 1993. — Т. 1. — С. 467, 488—489, 495, 507.
- Смирнов И. Н. Жизненный и творческий путь И. А. Ильина // И. А. Ильин, «Аксиомы религиозного опыта». — М., 1993. — С. 3—33.
- Лисица Ю. Т. И. А. Ильин // И. А. Ильин. Сочинения в двух томах. — М., 1993. — Т. 1. — С. 3—8.
- Лисица Ю. Т. Иван Александрович Ильин. Историко-биографический очерк // Собр. соч. в 10-ти томах. — М., 1993. — Т. 1. — С. 5—36.
- Сохряков Ю. И. Ильин Иван Александрович // Писатели русского зарубежья. (1918—1940 гг.) : Справочник. — М., 1993. — С. 230—238.
- Ковалёв В. А. Духовные и национальные основы государства в политико-правовой теории И. А. Ильина // Диссертация на соискание учёной степени кандидата философских наук. Специальность ?. — СПб., 1993.
- Кураев В. И. Философ волевой идеи // И. А. Ильин, «Путь к очевидности». — М., 1993. — С. 404—414.
- Лисица Ю. Т. И. А. Ильин: Историко-биографический очерк // И. А. Ильин. Собрание сочинений: в 10 т.. — М.: Русская книга, 1993. — Т. 1. — С. 5—36.
- Лосский Н. O. Гегель как интуитивист // Записки Русского научного института в Белграде. — Белград, 1993. — Т. 9. — С. 275.
- Смирнов И. Н. Право и идеал власти // И. А. Ильин, «О сущности правосознания». — М., 1993. — С. 3—15.
- Свешников В., протоиерей. Простой взгляд на простую и серьёзную философию // О церкви, России, нравственном мире. — М., 1993. — С. 59—68.
- Полторацкий Н. П. Иван Александрович Ильин // «Социальная философия Ивана Ильина» (материалы российского семинара 9—10 апреля 1993 г.), ч. I : Сборник. — СПб., 1993. — С. 4—64.
- Тимофеев А. И. И. А. Ильин: право, сила, мораль // «Социальная философия Ивана Ильина» (материалы российского семинара 9—10 апреля 1993 г.), ч. II : Сборник. — СПб., 1993. — С. 3—6.
- Евлампиев И. И. «Русский колокол» Ивана Ильина // «Социальная философия Ивана Ильина» (материалы российского семинара 9—10 апреля 1993 г.), ч. II : Сборник. — СПб., 1993. — С. 7—13.
- Цыганков Д. Б. Политическое завещание Ивана Ильина // «Социальная философия Ивана Ильина» (материалы российского семинара 9—10 апреля 1993 г.), ч. II : Сборник. — СПб., 1993. — С. 14—18.
- Ковалёв В. И. Ильин о правовом характере будущей российской государственности // «Социальная философия Ивана Ильина» (материалы российского семинара 9—10 апреля 1993 г.), ч. II : Сборник. — СПб., 1993. — С. 19—23.
- Семёнов В. И. Право и государственность в работе И. А. Ильина «Монархия и республика» // «Социальная философия Ивана Ильина» (материалы российского семинара 9—10 апреля 1993 г.), ч. II : Сборник. — СПб., 1993. — С. 24—27.
- Фёдоров С. А. Необходимость авторитарного правления в пост-коммунистической России по И. А. Ильину // «Социальная философия Ивана Ильина» (материалы российского семинара 9—10 апреля 1993 г.), ч. II : Сборник. — СПб., 1993. — С. 28—29.
- Лисица Ю. Т. Творческое и идейное наследие И. А. Ильина // «Социальная философия Ивана Ильина» (материалы российского семинара 9—10 апреля 1993 г.), ч. II : Сборник. — СПб., 1993. — С. 30—34.
- Ребенщикова И. Г. И. А. Ильин о национальных особенностях русского способа постижения мира // «Социальная философия Ивана Ильина» (материалы российского семинара 9—10 апреля 1993 г.), ч. II : Сборник. — СПб., 1993. — С. 35—39.
- Чубукова Е. И. Проблема государственного устройства в учении И. А. Ильина // «Социальная философия Ивана Ильина» (материалы российского семинара 9—10 апреля 1993 г.), ч. II : Сборник. — СПб., 1993. — С. 40—45.
- Козловский В. В. Нормативная онтография Ивана Ильина // «Социальная философия Ивана Ильина» (материалы российского семинара 9—10 апреля 1993 г.), ч. II : Сборник. — СПб., 1993. — С. 50—53.
- Симаков Н. К. И. А. Ильин о путях национального и государственного возрождения России // «Социальная философия Ивана Ильина» (материалы российского семинара 9—10 апреля 1993 г.), ч. II : Сборник. — СПб., 1993. — С. 60.
- Сообщение о подписке на Сочинения И. А. Ильина в 2-х томах // Книжное обозрение. — М., 1993. — № 1. — С. 9.
- Лисица Ю. Т. «Жить стоит тем, за что стоит умереть» // Иллюстрированная Россия : Журнал. — М., 1993. — № 1. — С. 3.
- Сохряков Ю. И. Возраст Русской идеи (К 110-летию Ивана Ильина) // Российский литературоведческий журнал. — М., 1993. — № 2. — С. 65—79.
- Глашатай русской идеи // Литературная Россия. — М., 1993. — 9 февр. — С. 6.
- Иоанн, митрополит Санкт-Петербургский и Ладожский. Плач по Руси великой // Советская Россия. — М., 1993. — 27 марта. — № 36. — С. 1, 3.
- Смирнов И. Н. Духовный подвиг Ивана Ильина // Журнал Московской Патриархии. — М., 1993. — № 3. — С. 18—26.
- Лисица Ю. Т. Русская правда Ивана Ильина. К 110-летию со дня рождения И. А. Ильина // Наш современник : Журнал. — М., 1993. — № 3. — С. 138—139.
- Гулыга А. В. «Я живу только для России». К 110-летию со дня рождения Ивана Ильина // Литературная Россия. — М., 1993. — 2 апр. — С. 3—14.
- Андрианов Б. Г. Иерархические основы творчества. К метафизике И. А. Ильина // Социальная философия Ивана Ильина: материалы российского семинара 9—10 апреля 1993 г., ч. II. — СПб., 1993. — С. 56—59.
- Антонов В. В. Что значит быть русским // Социальная философия Ивана Ильина: материалы российского семинара 9—10 апреля 1993 г., ч. II.. — СПб., 1993. — С. 54—55.
- Васильев В. И. И. А. Ильин о соотношении общественных и личных интересов как основе государства и политики // Социальная философия Ивана Ильина: материалы российского семинара 9—10 апреля 1993 г., ч. II.. — СПб., 1993. — С. 46—49.
- Юбилей философа // Домашнее чтение. Литературная газета московского региона. — М., 1993. — 12—25 апр. — № 12. — С. 13.
- Шафаревич И. Р. Собрание сочинений И. А. Ильина в 10-ти томах // Литературная Россия. — М., 1993. — 16 апр. — № 15 (1575).
- П.Г. Провозвестия И. А. Ильина // Независимая газета. — М., 1993. — 23 апр. — № 76. — С. 8.
- Шахматов А. Возвращение Ивана Ильина // Книжное обозрение. — М., 1993. — 14 мая. — № 19. — С. 4.
- Колосова В., Разгонова И. Возвращение Ильина // Россия : Журнал. — М., 1993. — 19—25 мая. — № 21 (131). — С. 12.
- Морозова О. О вере, о любви, о свободе // Независимая газета. — М., 1993. — 20 мая. — № 92. — С. 8.
- Логинова В. И. А. Ильин на родине // Литературная Россия. — М., 1993. — 28 мая. — № 21. — С. 10.
- Шахматов А. Титан русской мысли // Народная газета. — М., 1993. — 10 июня. — № 109. — С. 4.
- Кн. Оболенский С. Wolfgang Offermanns (Офферманс В.) «Mench, werke wesentlich! Das Lebenswerk des russischen religiosen Denkers Ivan Iljin fur Erneuerung der geistigen Grundlagen der Menschheit» («Человек, обрети значительность! Дело жизни русского религиозного философа Ивана Ильина — обновление духовных основ человечества». Erlangen, 1979. — 305 с. Человек, обрети значительность! // Московский журнал. — М., 1993. — № 7. — С. 16—21.
- Кьеза Дж. В каких границах мы будем лечиться или умирать. Солженицын, Ильин и российские демократы // Независимая газета. — М., 1993. — 18 авг. — № 156. — С. 5.
- Сохряков Ю. И. Ильин о прошлом и будущем России // Россияне. — М., 1993. — № 8—9. — С. 116—118.
- Сохряков Ю. И. Русские писатели о духовности // Россияне. — М., 1993. — № 8—9. — С. 119—122.
- Гриер Ф. Т. Спекулятивно-конкретное — ильинская интерпретация Гегеля = The Speculative Concreter. I. А. Il’in’s interpretation of Hegel // Доклад на 9-м Международном философском конгрессе в Москве : препринт. — 1993. — авг.
- Коган Л. А. «Выслать за границу безжалостно» (Новое об изгнании духовной элиты) // Вопросы философии. — М., 1993. — № 9. — С. 61—84.
- Трунтов В. Поющее сердце Ивана Ильина // Кубань : Журнал. — Краснодар, 1993. — № 9—10. — С. 93.
- Носов А. Рождение философии из духа капитализма. Русская философия в 142 книгах и 1852 позициях: «Вопросы философии и психологии» (1889—1918)) // Вопросы философии. — М., 1993. — № 9, 11.
- Цыганков Д. Б. Куда «заряжать» Ивана Ильина? // Санкт-Петербургский университет. — СПб., 1993. — 10 сент. — № 10. — С. 6—7.
- Смирнов И. Н. Философия религии Ивана Ильина // Журнал Московской Патриархии. — М., 1993. — № 11. — С. 88—89.
- Наследие И. А. Ильина // Русский вестник. — М., 1993. — № 4. — С. 11.
- Сохряков Ю. И. Что такое русскость? // Русский вестник. — М., 1993. — № 33. — С. 2.
- Лисица Ю. Т. Предисловие к публикации статьи И. А. Ильина «О демонизме и сатанизме» // Русский вестник. — М., 1993. — № 47—49. — С. 5.
- Сохряков Ю. И. Контуры русской идеи // Литературная Россия. — М., 1993. — № 11.

### 1994
- И. А. Ильин // Краткая философская энциклопедия. — М., 1994. — С. 173.
- Шаронов Д. И. Концепция органической демократии И. А. Ильина // Диссертация на соискание учёной степени кандидата философских наук. Специальность 23.00.03.. — М., 1994.
- Носов А. Рождение философии из духа капитализма. Русская философия в 142 книгах и 1852 позициях: «Вопросы философии и психологии» (1889—1918) // Сегодня. — М., 1994. — 12 янв. — № 5. — С. 10.
- Цыганков Д. Б. «…Отличается редкой настойчивостью в труде и величайшей преданностью науке» (Несколько штрихов к портрету молодого Ивана Ильина) // Правоведение: известия вузов. — СПб., 1994. — № 2. — С. 86—98.
- Бутков В. Н. Профессор Николай Петрович Полторацкий // Российский литературоведческий журнал. — М., 1994. — № 3. — С. 113—115.
- Гулыга А. В. Путь духовного обновления // Наш современник. — М., 1994. — № 3. — С. 181—183.
- Лисица Ю. Т. Последний эмигрант первой волны (о Н. П. Полторацком) // Российский литературоведческий журнал. — М., 1994. — № 3. — С. 113.
- Смирнов И. Н. «Возраст русской идеи есть возраст самой России» // Московский вестник. — М., 1994. — № 3/4.
- Кузовлева О. В., Болдина О., Бронникова Е. В. Материалы к биографии И. А. Ильина // Российский архив. — М., 1994. — № 5. — С. 515—536.
- Лисица Ю. Т. Философия Ивана Ильина и проблема правосознания граждан в России // Русь Державная. — М., 1994. — № 5.
- Grier, Philip T. The Speculative Concrete: I. A. Il'in's Interpretation of Hegel // Ed. Shaun Gallagher Hegel and Hermeneutics. — New-York, 1994.
- Grier, Philip T. The complex legacy of Ivan Il'in // Ed. James P. Scanlan Russian thougut after marxism: The re-discovery of Russia's intellectual roots. — Ohio State University Press, 1994.

### 1995
- Булгак И. Б. Социальная философия И. А. Ильина. Диссертация на соискание ученой степени кандидата философских наук. Специальность 09.00.11. Москва, 1995.

### 1996
- Бабинцев С. М. Историософские идеи И. А. Ильина в контексте его религиозной метафизики. Диссертация на соискание ученой степени кандидата философских наук. Специальность 09.00.03. Москва, 1996.
- Демидова Е. В. Идея ненасилия в русской общественно-философской мысли первой трети XX века : Книга И. А. Ильина «О сопротивлении злу силой» и полемика вокруг неё. Диссертация на соискание ученой степени кандидата философских наук. Специальность 09.00.05. Москва, 1996.
- Загребин М. В. Проблема насилия в философском наследии И. А. Ильина. Диссертация на соискание ученой степени кандидата философских наук. Специальность 09.00.03. Москва, 1996.
- Золина М. Б. Политическая философия И. А. Ильина. Диссертация на соискание ученой степени кандидата политических наук. Специальность 23.00.01. Москва, 1996.
- Постников К. Р. Концепция тоталитаризма в политической философии И. А. Ильина. Диссертация на соискание ученой степени кандидата философских наук. Специальность 09.00.03, 09.00.11. Москва, 1996.
- Самохина А. А. Проблема человека в произведениях И. А. Ильина до эмигрантского периода. Диссертация на соискание ученой степени кандидата философских наук. Специальность 09.00.03. Москва, 1996.
- Сысуев Д. А. Проблемы насилия и справедливости в нравственной философии И. А. Ильина. Диссертация на соискание ученой степени кандидата философских наук. Специальность 09.00.05. Саранск, 1996.

### 1997
- Ерисов Д. П. Религиозная философия Ивана Александровича Ильина. Диссертация на соискание ученой степени кандидата философских наук. Специальность 09.00.06. Москва, 1997.
- Лавров А. Г. Философия культуры И. А. Ильина. Диссертация на соискание ученой степени кандидата философских наук. Специальность 09.00.03. Москва, 1997.
- Окара А. Н. Метафизика национализма: Иван Ильин и Дмытро Донцов // Волшебная Гора: Философия, эзотеризм, культурология. Т. VI. М., 1997. С. 242—259.
- Окара А. Н. Традиции древнерусской политической идеологии в рецепции религиозно-философского ренессанса (Иван Ильин) // Духовна спадщина Київської Русі: Збірник наукових праць. Вип. I. Одеса, 1997. С. 98-105.
- Реньш М. А. Идея государственности в социальной философии И. А. Ильина. Диссертация на соискание ученой степени кандидата философских наук. Специальность 09.00.11. Хабаровск, 1997.
- Фирсов Е. Неизвестные письма И. А. Ильина // Россия — XXI. 1997. № 5-6. 7-8.
- Цвык В. А. Проблема борьбы со злом в философии И. А. Ильина. Диссертация на соискание ученой степени кандидата философских наук. Специальность 09.00.05. Москва, 1997.

### 1998
- Евлампиев И. И.: Феноменология божественного и человеческого в философии Ивана Ильина. М., 1998.
- Жариков А. А. Правовая теория И. А. Ильина: Гносеологический аспект. Диссертация на соискание ученой степени кандидата юридических наук. Специальность 12.00.01. СПб., 1998.
- Зернов И. Н. Концепция монархической государственности в социальной философии И. А. Ильина. Диссертация на соискание ученой степени кандидата философских наук. Специальность 09.00.03. Москва, 1998.
- Мальцева А. В. Проблема институционализации политико-властных отношений в трудах И. А. Ильина. Диссертация на соискание ученой степени кандидата политических наук. Специальность 23.00.02. Москва, 1998.
- Окара А. Н. Жизнь как сопротивление злу. Русский религиозный философ, не принимавший инквизицию и теократию (115 лет со дня рождения Ивана Ильина) // Независимая газета (НГ-Религии). 1998. 15 апреля. № 66 (1637). С. 15.
- Сазонова Т. Б. Право и правосознание в учении И. А. Ильина. Диссертация на соискание ученой степени кандидата юридических наук. Специальность 12.00.01. Благовещенск, 1998.

### 1999
- Закунов Ю. Н. Проблема движущих сил истории в философском наследии Г. П. Федотова и И. А. Ильина. Диссертация на соискание ученой степени кандидата философских наук. Специальность 09.00.03. Н. Новгород, 1999.
- Ильин А. Ю. Проблемы будущей Российской государственности в политической философии И. А. Ильина. Диссертация на соискание ученой степени кандидата философских наук. Специальность 09.00.10. СПб., 1999.
- Окара А. Н. Правосознание — центральная категория философии права И. А. Ильина // Государство и право. 1999. № 6. С. 84-93.
- Окара А. Н. Учение И. А. Ильина о праве и государстве. Диссертация на соискание ученой степени кандидата юридических наук. Специальность 12.00.01. Москва, 1999.

### 2000
- Рутковская М. В. Философия государства и права в наследии И. А. Ильина. Диссертация на соискание ученой степени кандидата философских наук. Специальность 09.00.10. Пятигорск, 2000.
- Ingold, Felix Philipp: Von Moskau nach Zollikon. Der russische Philosoph Iwan Iljin im Schweizer Exil. In: Neue Zürcher Zeitung, 14.11.2000, S. 65.

### 2001
- Музафарова Н. И. Зорина Н. А. Иван Ильин о тайнах воспитания // Судьба наследия русской философской мысли на рубеже XXI века: Сборник научных статей. М., 2001.
- Огородников Ю. А. Духовное измерение искусства, по И. А. Ильину // Судьба наследия русской философской мысли на рубеже XXI века: Сборник научных статей. М., 2001.
- Окара А. Н. Категория правосознания в философско-правовом учении Ивана Ильина // Философская мысль. [Уфа,] 2001. № 2. С. 35-57.
- Соколова А. В. Феномен искусства в философско-эстетических воззрениях И. А. Ильина. Диссертация на соискание ученой степени кандидата философских наук. Специальность 09.00.04. Кострома, 2001.
- Tamcke, Martin: ILJIN, Iwan. In: Biographisch-Bibliographisches Kirchenlexikon, Band XIX, 2001. Spalten 753—756. letzte Änderungen — 09.11.2001.
- Tsygankov, Daniel: Beruf, Verbannung, Schicksal: Iwan Iljin und Deutschland // Archiv fuer Rechts- und Sozialphilosophie, Bielefeld 2001, Vol. 87, 1. Quartal, Heft 1, S. 44-60.

### 2002
- Ильин А. Ю. И. А. Ильин о политическом развитии России. / Россия. Политические вызовы XXI века. Второй всероссийский конгресс политологов 21-23 апреля 2000 г. Москва,:РОССПЭН, 2002. С.180-183.
- Ковалевская М. Г. Проблема устойчивости социального бытия в философии И. А. Ильина. Диссертация на соискание ученой степени кандидата философских наук. Специальность 09.00.11. СПб., 2002.
- Кондратьева Л. Н. Культура России в концепциях Н. А. Бердяева и И. А. Ильина: опыт сравнительного анализа. Диссертация на соискание ученой степени кандидата философских наук. Специальность 24.00.01. Краснодар, 2002.
- Меняйло Л. Н. Институт справедливости в контексте политической трансформации российской государственности: Концептуальная модель И. А. Ильина. Диссертация на соискание ученой степени кандидата политических наук. Специальность 23.00.02. Ростов-на-Дону, 2002.
- Фомин А. А. Политико-правовая концепция государства И. А. Ильина (Российский модернизационный проект). Диссертация на соискание ученой степени кандидата юридических наук. Специальность 12.00.02. Ростов-на-Дону, 2002.
- Шашкин П. А. Социально-философский анализ учения И. А. Ильина о волюнтаристической сущности власти. Диссертация на соискание ученой степени кандидата философских наук. Специальность 09.00.11. Москва, 2002.

### 2003
- Бороздина Е. А. Социально-политическое учение И. А. Ильина . Диссертация на соискание ученой степени кандидата политических наук. Специальность 23.00.01. Москва, 2003.
- Брусиловский М. О сопротивлении злу силой. 28 марта — 120-летний юбилей Ивана Ильина // Консерватор. 2003. № 7.
- Голубева А. Р. Философия русской культуры в творческом наследии И. А. Ильина. Диссертация на соискание ученой степени кандидата философских наук. Специальность 24.00.01. Барнаул, 2003.
- Дудина И. А. Проблема человека в философии И. А. Ильина. Диссертация на соискание ученой степени кандидата философских наук. Специальность 09.00.03. Мурманск, 2003.
- Окара А. Н. «Тайный советник» Путина. «Эпоха сменилась — власть заговорила языком Ивана Ильина» // Консерватор. 2003. 4 апреля. № 12 (28). С. 16.
- Попова О. С. В. В. Кожинов и И. А. Ильин о русской интеллигенции XIX века // Наследие В. В. Кожинова и актуальные проблемы критики, литературоведения, истории, философии. Материалы 2-й международной научно-практической конференции". Армавир. 2003.
- Тюренков М. А. «Поющее сердце» Ивана Ильина // Посев. 2003. № 4.

### 2004
- Блохина Н. Н., Калягин А. Н. Нравственность врача в представлении И. А. Ильина (к 120-летию со дня рождения). // Сибирский медицинский журнал. — Иркутск, 2004. — Т. 43. № 2. — С. 95-99.
- Гребнева Г. А. Эволюция философских взглядов И. А. Ильина. Диссертация на соискание ученой степени кандидата философских наук. Специальность 09.00.03. Екатеринбург, 2004.
- Зима М. В. Идеи национально-патриотического воспитания в философско-педагогическом наследии И. А. Ильина. Диссертация на соискание ученой степени кандидата педагогических наук. Специальность 13.00.01. СПб., 2004.
- Попова О. С. Проблема трагического в философии И. А. Ильина. Диссертация на соискание ученой степени кандидата философских наук. Специальность 09.00.03. Краснодар, 2004.
- Сохряков Ю. И. И. А. Ильин — религиозный мыслитель и литературный критик. М., 2004.
- Ткачева Н. А. Правовая концепция И. А. Ильина. Диссертация на соискание ученой степени кандидата юридических наук. Специальность 12.00.01. Ростов-на-Дону, 2004.
- Финько М. В. Религиозно-философская концепция русской культуры: На материале работ И. А. Ильина. Диссертация на соискание ученой степени доктора философских наук. Специальность 09.00.13. Ростов-на-Дону, 2004.
- Шарипов А. М. Факторы становления российской цивилизации в культурно-исторической концепции И. А. Ильина. Диссертация на соискание ученой степени кандидата исторических наук. Специальность 24.00.01. Москва, 2004.
- И. А. Ильин: Pro et contra: Личность и творчество Ивана Ильина в воспоминаниях, документах и оценках русских мыслителей и исследователей. — СПб.: Русский Христианский гуманитарный институт, 2004.

### 2005
- Асанова Л. И. Проблемы духовно-нравственного воспитания в философско-педагогическом наследии И. А. Ильина: 1883—1954. Диссертация на соискание ученой степени кандидата педагогических наук. Специальность 13.00.01. Нижний Новгород, 2005.
- Барковская Т. В. И. А. Ильин о роли культуры и религии в национальном возрождении России. Диссертация на соискание ученой степени кандидата философских наук. Специальность 09.00.13. Москва, 2005.
- Ильин А. Ю. О причинах политического кризиса в России начала XX века по работам И. А. Ильина. //Теоретические и прикладные аспекты политического управления в России. Сборник статей под редакцией А. Ю. Ильина. — Петрозаводск, Издательство ПетрГУ. 2005., С. 44-68.
- Ильин А. Ю. Причины разложения духовных основ государственности в Советской России в трактовке И. А. Ильина. //Теоретические и прикладные аспекты политического управления в России. Сборник статей под редакцией А. Ю. Ильина. — Петрозаводск, Издательство ПетрГУ. 2005., С. 69-85.
- Мальцева А. В. Теоретико-социологический анализ монархической модели социально-политической трансформации посткоммунистической России: На примере социального учения И. А. Ильина. Диссертация на соискание ученой степени доктора социологических наук. Специальность 22.00.04. Нижний Новгород, 2005.
- Окара А. Н. «Момент истины» для «страны миражей». Перезахоронение Ивана Ильина и Антона Деникина как начало новой России // Крымская правда. 2005. 22 октября. № 197 (23816). С. 2.
- Панищев А. Л. Проблема соотношения нравственного и правового сознания в русской религиозной философии: На материалах трудов В. С. Соловьева и И. А. Ильина. Диссертация на соискание ученой степени кандидата философских наук. Специальность 09.00.13. Курск, 2005.
- Пирогова Л. А. Проблема очевидности в философии И. А. Ильина. Диссертация на соискание ученой степени кандидата философских наук. Специальность 09.00.03. Калининград, 2005.
- Шевцова Н. П. Проблема ценности в творчестве Н. А. Бердяева и И. А. Ильина: общее и особенное. Диссертация на соискание ученой степени кандидата философских наук. Специальность 24.00.01. Москва, 2005.

### 2006
- Киселев А. Ф. Иван Ильин и его поющее сердце. — М., Университетская книга, 2006.
- Кулешова И. В. Философия творчества И. А. Ильина. Диссертация на соискание ученой степени кандидата философских наук. Специальность 09.00.03. Москва, 2006.
- Честнейшина Д. А. Социально-философская антропология И. А. Ильина. Диссертация на соискание ученой степени кандидата философских наук. Специальность 09.00.11. Архангельск, 2006.

### 2007
- Зернов И. Н. Иван Ильин. Монархия и будущее России. — М.: Алгоритм, 2007. — 240с.
- Иванченко И. Н. Идея религии, духа и патриотизма в образах России И. А. Ильина. Диссертация на соискание ученой степени кандидата философских наук. Специальность 09.00.13. Санкт-Петербург, 2007
- Ильин А. Ю. Мировоззренческие и методологические основы политической философии И. А. Ильина.//Северное измерение. Социально-политический альманах. Петрозаводск, Издательство ПетрГУ,2007., С. 80-90.
- Яковлев В. В. Использование философско-педагогического наследия И. А. Ильина в духовно-нравственном воспитании старшеклассников: на материале уроков литературы. Диссертация на соискание ученой степени кандидата педагогических наук. Специальность 13.00.01. СПб., 2007.

### 2008
- Гутлин М. Н. Концепция духовного обновления российского общества в социальной философии И. А. Ильина. Диссертация на соискание ученой степени кандидата философских наук. Специальность 09.00.11. Иваново, 2008.
- Ильин А. Ю. «Аксиомы» политического обновления России Ивана Александровича Ильина. //Северное измерение. Социально-политический альманах. Выпуск 2., Петрозаводск, Издательство ПетрГУ., 2008., С. 77-114.
- Рязанцев С. В. Духовно-нравственные основания правосознания в философии права И. А. Ильина. Диссертация на соискание ученой степени кандидата философских наук. Специальность 09.00.05. Тула, 2008.
- Ревзин Г. Гадание по Ивану Ильину // Коммерсант. 19.12.2008, с. ?.